# Андрунців Михайло Васильович
Миха́йло Васи́льович Андру́нців (нар. 31 березня 1949, с. Малашівці Зборівського району Тернопільської області) — український економіст, громадський діяч.
Закінчив Тернопільський фінансово-економічний інститут (1977, нині ЗУНУ).
Працював провідним спеціалістом Тернопільської торговельно-промислової палати, експертом від Торговельно-промислової палати України в Угорщині.
Від жовтня 2001 року — заступник начальника управління з питань внутрішньої політики Тернопільської ОДА.
Голова Тернопільського обласного товариства Українського реєстрового козацтва (від грудня 2002).